# プリンセス・カイウラニ
『プリンセス・カイウラニ』（Princess Kaiulani）は2009年のイギリス・アメリカ合衆国合作の伝記映画。監督はマーク・フォービー、出演はクオリアンカ・キルヒャーとバリー・ペッパーなど。ハワイ王朝最後の王女カイウラニの生涯を描いている。2009年10月にハワイ国際映画祭で『Barbarian Princess』のタイトルで初上映され、観客賞を受賞した。

## ストーリー
19世紀末のハワイ王国。スコットランド人を父に持つ王女カイウラニは親米の白人反王制派が反乱を起こしたために、父アーチボルド（アーチー）とともにイギリスに渡り、そこで父の旧友テオ・デイヴィーズの屋敷に預けられる。イギリスで教育を受けることになったカイウラニは、テオの娘アリスの友情に支えられ、周囲の露骨な差別にも毅然と立ち向かう。やがてカイウラニは、アリスの兄クライヴと愛し合うようになる。
一方、伯父である国王カラカウアが亡くなり、その妹である伯母リリウオカラニが女王となると、カイウラニは王位継承者に指名される。ところが、ハワイの王制は白人共和派による革命で崩壊、女王は軟禁されてしまう。更に、革命政府に反発した先住民らが革命を支援したアメリカ軍により虐殺されていることを知らされたカイウラニはアメリカ本土に渡る。彼女がニューヨークで行なったスピーチは、気品と教養に溢れ、エキゾチックな美貌とともに強烈なインパクトを与える。これをきっかけに、カイウラニは時の合衆国大統領クリーブランドの懐柔に成功する。この事態に革命政府のサーストンは反逆罪でカイウラニを逮捕しようと提案するが、先住民との融和を望むドールに反対される。
カイウラニの努力も虚しく、結局、ハワイはアメリカに併合されることとなる。ドールはアメリカから派遣される長官らを歓迎する祝宴を主催するようにカイウラニに依頼する。当然ながら反感を示すカイウラニだったが、強硬派のサーストンとは考えを異にする穏健派のドールには思惑があった。
カイウラニの主催する祝宴が催され、上機嫌のサーストンだったが、主催者であるカイウラニのスピーチで事態は一変する。カイウラニはアメリカから派遣された長官らに対し、ハワイ先住民への選挙権付与を請願する。既に王女でもなく、政治家でもない彼女の意見に耳を貸す必要などないと無視しようとするサーストンに、ドールがカイウラニの代理人として名乗り出る。ハワイについての情報をサーストンのみから得ていた長官たちは、カイウラニの語るハワイの現状に関心を抱き、カイウラニの請願を受け入れて議会にはかると約束する。サーストンは苦々しい思いでその場を後にする。しばらくして、カイウラニの願い通り、ハワイの先住民にもアメリカ市民権とともに選挙権が与えられることが決まる。こうしてハワイ王国はなくなり、王女でもなくなったカイウラニだったが、クライヴからの求婚を断り、ハワイにとどまることを選ぶ。ハワイがアメリカに併合されてから1年足らずの1899年、カイウラニは23歳で死去した。
1993年、当時のクリントン大統領は議会の承認を経た謝罪決議案に署名、アメリカがハワイ王朝を転覆させたことを公式に謝罪した。

## キャスト
- カイウラニ王女: クオリアンカ・キルヒャー - ハワイ王国の王女。王の姪（妹の娘）。
- ローリン・サーストン（英語版）: バリー・ペッパー - 反王制派の白人政治家。強硬派。
- サンフォード・ドール: ウィル・パットン - ハワイ王国最高裁判所判事。共和派。穏健派。
- クライヴ・デイヴィーズ: ショーン・エヴァンス - カイウラニのイギリス人の恋人。
- アーチボルド・クレグホーン（英語版）: ジミー・ユール - カイウラニの父。スコットランド人。
- テオ・デイヴィーズ（英語版）: ジュリアン・グローヴァー - クライヴの父。
- アリス・デイヴィーズ: タムジン・マーチャント（英語版） - クライヴの妹。カイウラニの親友。
- ミス・バーンズ/コノリー夫人: キャサリン・ステッドマン（英語版） - 女性教師。後にデイヴィーズ家のお針子に。
- リリウオカラニ女王: レオ・アンダーソン・アカナ - 最後のハワイ国王。カイウラニの伯母。
- カラカウア王: オーシャン・カオウィリ - ハワイ国王。リリウオカラニ女王の兄。カイウラニの伯父。

## 作品の評価
Rotten Tomatoesによれば、38件の評論のうち、高く評価しているのは18%にあたる7件のみであり、平均して10点満点中4.53点を得ている。